# Пам'ятки історії Рівненського району
У Рівненському районі Рівненської області нараховується 72 пам'яток історії.
| №  | Назва | Адреса                                               |
| -- | --- | ---------------------------------------------------- |
| 1  | Братська могила воїнів радянської армії і пам'ятник воїнам-односельчанам                                     | с. Олександрія                                       |
| 2  | Пам'ятник воїнам-односельчанам                                                                               | с. Біла Криниця                                      |
| 3  | Братська могила воїнів радянської армії, пам'ятник воїнам-односельчанам                                      | с. Білів                                             |
| 4  | Пам'ятник воїнам-односельчанам                                                                               | с. Бронники                                          |
| 5  | Братська могила воїнів радянської армії                                                                      | с. Велика Омеляна                                    |
| 6  | Пам'ятник воїнам-односельчанам                                                                               | с. Велика Омеляна                                    |
| 7  | Меморіальна дошка на честь звільнення с. Омеляна від німецько-фашистських загарбників                        | с. Велика Омеляна                                    |
| 8  | Меморіальна дошка на честь тувинських добровольців, які загинули в 1944 році в бою з фашистськими окупантами | с. Великий Олексин                                   |
| 9  | Братська могила воїнів радянської армії, пам'ятник воїнам-односельчанам і жертвам УБН                        | с. Великий Житин                                     |
| 10 | Братська могила воїнів радянської армії                                                                      | с. Верхівськ                                         |
| 11 | Пам'ятник воїнам-односельчанам                                                                               | с. Верхівськ                                         |
| 12 | Братська могила воїнів радянської армії                                                                      | с. Голишів                                           |
| 13 | Пам'ятник воїнам-односельчанам                                                                               | с. Голишів                                           |
| 14 | Братська могила воїнів радянської армії                                                                      | с. Городок                                           |
| 15 | Братська могила і пам'ятник жертвам УБН                                                                      | с. Городок                                           |
| 16 | Братська могила радянських воїнів                                                                            | с. Грабів                                            |
| 17 | Пам'ятник воїнам-односельчанам                                                                               | с. Грабів                                            |
| 18 | Пам'ятник воїнам-односельчанам                                                                               | с. Грушвиця Перша                                    |
| 19 | Братська могила воїнів радянської армії                                                                      | с. Грушвиця Друга                                    |
| 20 | Пам'ятник воїнам-односельчанам і жертвам УБН                                                                 | с. Дерев'яне                                         |
| 21 | Пам'ятник воїнам-односельчанам                                                                               | с. Дядьковичі                                        |
| 22 | Братська могила воїнів радянської армії                                                                      | с. Іваничі                                           |
| 23 | Братська могила радянських льотчиків, які загинули в 1978 році при виконанні службових обов'язків            | с. Іваничі                                           |
| 24 | Пам'ятник воїнам-односельчанам                                                                               | с. Іскра                                             |
| 25 | Братська могила воїнів радянської армії                                                                      | смт. Клевань, вул. Будьоного,22                      |
| 26 | Братська могила воїнів радянської армії                                                                      | смт. Клевань, вул. Б. Хмельницького,5                |
| 27 | Пам'ятник воїнам-односельчанам                                                                               | смт. Клевань, вул. Центральна                        |
| 28 | Пам'ятний знак міліціонеру В. В. Дровалеву, який загинув у при виконанні службових обов'язків                | смт. Клевань, вул. Центральна                        |
| 29 | Партизанський маяк                                                                                           | с. Козлин                                            |
| 30 | Пам'ятник воїнам-односельчанам і жертвам УБН                                                                 | с. Корнин                                            |
| 31 | Пам'ятник воїнам-односельчанам і жертвам УБН                                                                 | с. Кустин                                            |
| 32 | Пам'ятник воїнам-односельчанам                                                                               | с. Макотерти                                         |
| 33 | Пам'ятник воїнам-односельчанам                                                                               | с. Малий Шпаків                                      |
| 34 | Братська могила жертв фашизму і УБН                                                                          | с. Мочулки                                           |
| 35 | Місце бою М. Т. Приходька з фашистами                                                                        | с. Нова Українка                                     |
| 36 | Братська могила воїнів радянської армії, пам'ятник воїнам- односельчанам і жертвам УБН                       | с. Новостав                                          |
| 37 | Могила невідомого солдата                                                                                    | с. Обарів                                            |
| 38 | Пам'ятник воїнам-односельчанам                                                                               | с. Обарів                                            |
| 39 | Братська могила жертв УБН та невідомого льотчика                                                             | смт. Оржів                                           |
| 40 | Пам'ятник воїнам-односельчанам і жертвам УБН                                                                 | смт. Оржів                                           |
| 41 | Партизанський маяк                                                                                           | смт. Оржів                                           |
| 42 | Братська могила воїнів радянської армії                                                                      | с. Плоска                                            |
| 43 | Могила Е. М. Мороза                                                                                          | с. Радухівка                                         |
| 44 | Пам'ятник воїнам-односельчанам                                                                               | с. Радухівка                                         |
| 45 | Пам'ятник жертвам фашизму                                                                                    | с. Ремель                                            |
| 46 | Пам'ятник воїнам-односельчанам                                                                               | с. Ставки                                            |
| 47 | Пам'ятник воїнам-односельчанам                                                                               | с. Сухівці                                           |
| 48 | Братська могила радянських військовополонених                                                                | с. Тайкури                                           |
| 49 | Братські могили воїнів та жертв фашизму                                                                      | с. Тайкури                                           |
| 50 | Пам'ятник радянським воїнам і воїнам-односельчанам                                                           | с. Тайкури                                           |
| 51 | Пам'ятник воїнам-односельчанам                                                                               | с. Шпанів                                            |
| 52 | Пам'ятний знак на честь тувинських добровольців                                                              | с. Великий Олексин                                   |
| 53 | Братська могила першого голови сільради В. Д. Мельничука і членів його сім'ї                                 | с. Бронники                                          |
| 54 | Братська могила воїнів УПА                                                                                   | с. Забороль, громадське кладовище                    |
| 55 | Пам'ятний знак на місці розстрілу єврейського населення                                                      | с. Олександрія, на території санаторію               |
| 56 | Пам'ятний знак на місці розстрілу єврейського населення                                                      | с. Олександрія, центр села                           |
| 57 | Пам'ятний знак Нілу Хасевичу                                                                                 | с. Сухівці                                           |
| 58 | Пам'ятний знак односельчанам воїнам ОУН-УПА                                                                  | с. Шубків, біля приміщення будинку культури          |
| 59 | Могила невідомого радянського воїна                                                                          | с. Малий Шпаків                                      |
| 60 | Пам'ятник воїнам-землякам і жертвам УБН                                                                      | с. Нова Українка                                     |
| 61 | Пам'ятник воїнам-землякам                                                                                    | с. Котів                                             |
| 62 | Пам'ятник воїнам-землякам                                                                                    | с. Городище                                          |
| 63 | Могили воїнів німецької армії (вермахту)                                                                     | с. Бронники, біля церкви                             |
| 64 | Пам'ятний знак землякам, які загинули у ВВВ                                                                  | смт. Квасилів, в центрі                              |
| 65 | Місце розстрілу громадян єврейської національності фашистськими окупантами                                   | смт. Клевань, вул. Хмельницького                     |
| 66 | Братська могила радянських воїнів                                                                            | с. Колоденка, західна частина громадського кладовища |
| 67 | Могила громадського і військового діяча В. Оскілка                                                           | с. Хотин, північна частина кладовища                 |
| 68 | Братська могила бійців армії УНР                                                                             | с. Шубків, північна частина громадського кладовища   |
| 69 | Пам'ятник воїнам-односельчанам                                                                               | с. Шубків                                            |
| 70 | Пам'ятник воїнам-землякам                                                                                    | С. Великий Олексин                                   |
| 71 | Братська могила воїнів УПА                                                                                   | с. Дядьковичі, кладовище                             |
| 72 | Братська могила воїнів УПА                                                                                   | с. Бронне, сільське кладовище                        |